# Broadcast Music Incorporated

Logo von Broadcast Music Incorporated

Die Broadcast Music Incorporated – abgekürzt BMI – ist eine US-amerikanische Gesellschaft zur Wahrnehmung der Urheberrechte von Komponisten und Textern zeitgenössischer Musik.

## Geschichte
Die BMI wurde 1939 von Radiostationen als Lizenzgesellschaft gegründet, um das Monopol der American Society of Composers, Authors, and Publishers (ASCAP) zu brechen. Die BMI nahm auch Mitglieder aus von der ASCAP vernachlässigten musikalischen Genres auf – wie etwa der Country-Musik oder dem Rhythm and Blues. Das Ergebnis war, nachdem BMI auch mit rabiaten Methoden seine Musikauswahl zur Aufführung durch die Discjockeys gebracht hatte, eine „Demokratisierung“ der amerikanischen Musikwelt. Gleichzeitig befreiten sich die Radiosender aus der Abhängigkeit des Monopolisten.
1940 lief der Fünfjahresvertrag der Radiostationen mit der ASCAP aus. Die in der New Yorker Tin Pan Alley residierende mächtige Organisation forderte eine Verdopplung der jährlichen Summe, mit der die Rechte aller im Radio gespielten Musikstücke pauschal abgegolten wurden. Die Sender boykottieren daraufhin die ASCAP-Songs und griffen auf das BMI-Material zurück.

## Geschäftszweck
Zweck ist, zu gewährleisten, dass ihre Mitglieder für jede öffentliche Aufführung ihrer Songs Tantiemen erhalten. Sie agiert damit als Mittler zwischen den Musikproduzenten und den (öffentlichen) Verwertern von mit Copyright geschützten Musikstücken. Der Copyright-Inhaber ist dadurch von der mühsamen Wahrnehmung seiner Rechte befreit. Die BMI vertritt auch nicht-amerikanische Autoren, deren Werke in den USA aufgeführt werden.
Die gerechte Verteilung der von den öffentlichen Verwertern wie etwa Radiostationen pauschal eingezogenen Summen auf die einzelnen Mitglieder ist ein komplexes Unterfangen. Mit statistischen Verfahren wird ermittelt, wie groß der Anteil des Einzelnen ist. Die Copyright-Inhaber sind für jeden Song getrennt nach Text und Musik in den Katalogen der BMI und ASCAP verzeichnet und in der Regel auch auf den Tonträgern aufgeführt.

## BMI Awards
Eine weitere Aufgabe der BMI ist die alljährliche Vergabe von Auszeichnungen an die erfolgreichsten Songwriter. 
Die BMI Awards werden in den folgenden Kategorien vergeben:
- Christian Music
- Country
  - BMI Country Awards 2014
- Film & TV
- Latin
- London
- Pop
- Urban
- Trailblazers

Außerdem wird der Award „Icon Recipients“ vergeben, mit dem Songschreiber ausgezeichnet werden, die „wesentliche Einflüsse auf Generationen von Musikschaffenden“ ausgeübt haben.
Seit 1951 werden die BMI Student Composer Awards vergeben.